# دیوار مرزی ایران و ترکیه
ایران و ترکیه حدود ۵۳۴ کیلومتر مرز مشترک دارند که همه این مرز در استان آذربایجان غربی قرار دارد. تا شهریور ۱۴۰۰، ترکیه ۴۹۹ کیلومتر دیوار در مرز می‌کشد. ترکیه یک جاده امنیتی و خندق در کنار این دیوار بتنی احداث کرده‌است . بر اساس گزارش خبرگزاری آناتولی، احداث ۱۷۰ کیلومتر از این دیوار امنیتی در استان وان ترکیه و در امتداد مرز ایران، در تاریخ ۲۴ آذر ۱۴۰۲، مطابق با ۱۵ دسامبر ۲۰۲۳ به پایان رسید .
| سال شروع        | سال خاتمه       | طول دیوار   | میزان پیشرفت      | مکان دیوار             | توضیحات |
| --------------- | --------------- | ----------- | ----------------- | ---------------------- | --- |
| ۱۳۹۶            | ۱۳۹۸            | ۱۴۴ کیلومتر | اتمام             | استان‌های ایغدیر و آگری | |
| ۱۴۰۰            |                 | ۶۳ کیلومتر  | در مرحله انجام    | استان‌های وان و حکاری   | دیوار در مرز شهرستان چالدران وان با ایران آغاز شده و تا شهرستان دوغوبایزید استان آگری و شهرستان یوکسک‌اوا استان حکاری امتداد می‌یابد |
| ۱۴۰۰            |                 | ۲۴۲ کیلومتر | اعلام برنامه ساخت |                        | |
| مجموع طول دیوار | مجموع طول دیوار | ۴۹۹         |                   |                        | |

## تاریخچه
در دی ۱۳۹۵ رجب طیب اردوغان، رئیس‌جمهوری ترکیه از برنامه کشورش برای ساخت دیوار امنیتی در مرز با ایران و عراق خبر داد. دیواری که بیش از ۲۰۰ کیلومتر از مرز مشترک ۵۶۰ کیلومتری این دو کشور را در برمی‌گیرد. ترکیه دیوار را با هدف جلوگیری از عبور و مرور غیرقانونی و قاچاق می‌سازد. در سال ۱۳۹۶ ترکیه شروع به ساخت دیوار ۱۴۴ کیلومتری در مرز ایران-ترکیه کرد. دولت ترکیه این دیوار مرزی را در استان‌های ایغدیر و آگری در ۱۳۹۸ تکمیل کرد. در تیر ۱۴۰۰ ترکیه ساخت دیوار امنیتی ۶۳ کیلومتری در مرز استان وان با ایران را آغاز کرد. در شهریور ۱۴۰۰ وزیر کشور ترکیه گفت: ۲۴۲ کیلومتر دیگر به دیوار مرزی ترکیه با ایران افزوده می‌شود.
بهانه حضور نیروهای پ.ک. ک در مرز
در ۱۷ مرداد ۱۳۹۶ مقامات ترکیه اعلام کردند احداث دیوار بتنی در مرز مشترک با ایران در جریان است تا از تردد تروریست‌ها و شبه‌نظامیان پ.ک. ک وابسته به حزب کارگران کردستان ترکیه بین دو کشور جلوگیری شود. رسانه‌های ترکیه می‌گویند بیش از یک‌هزار نیروی پ.ک.ک. در اردوگاه‌هایی در مرز با ایران فعالیت دارند و احداث این دیوار به‌منظور جلوگیری از تردد افراد این گروه است. هرگاه این عناصر مورد تعقیب ارتش ترکیه قرار می‌گیرند به‌داخل ایران در کمپ‌های خود عقب‌نشینی می‌کنند.
تأثیر احداث دیوار بر قاچاق و عبور غیرقانونی
در بهمن ۱۳۹۹ شبکه دولتی تی‌آرتی هابر از رضایت مسئولان ترکیه نسبت به دیوارهای مرزی با ایران خبر داد و به نقل از آن‌ها گفت که این دیوارها «به شکل قابل ملاحظه‌ای» در «کاهش» عبور مهاجران غیرقانونی و قاچاق کالا مؤثر بوده‌اند. مدیر مرکز تحقیقات پناهندگی و مهاجرت در آنکارا، متین کوراباتیر گفت: ساخت این دیوار به اتمام نرسیده‌است هنوز هم برخی مهاجران از مرز ایران وارد خاک ترکیه می‌شوند.

## ویژگی‌های حصار امنیتی
دیوار امنیتی بتنی، سه متر ارتفاع و ۳۰ سانتی‌متر عرض دارد و مجهز به برج‌های دیده‌بانی، دوربین‌های امنیتی، روشنایی و سیستم‌های نظارتی است. ارتفاع دیوارها با احتساب سیم خاردار نصب شده بر روی آن به چهار متر می‌رسد. دیوار بتنی مدولار است و هر بلوک ۲٫۸ متر طول و ۷ تن وزن دارد. ۱۵ دروازه در طول دیوار قرار دارد.
دیوار به «سیستم‌های نظارتی نمای نزدیک، دوربین‌های حرارتی، رادارهای نظارت زمینی، سیستم‌های تسلیحاتی کنترل از راه دور، مراکز فرماندهی و کنترل، سیستم‌های تصویربرداری خطی و حس‌گرهای لرزه‌ای و صوتی» مجهز است.
برج‌های دیده‌بانی در طول دیوار قرار دارد که هر یک ۱۵ متر ارتفاع دارد و دیواره‌اش با پنج لایه بتنی مخصوص ساخته شده‌است. این برج‌های دیده‌بانی برای استقرار نیروهای ژاندارمری و نیروهای مرزبانی است و در مقابل هجوم انواع و اقسام موشک‌های دوش‌پرتاب، گلولهٔ تانک و گلولهٔ خمپاره امن و مقاوم است.

## واکنش جمهوری اسلامی ایران
۱۲ تیر ۱۳۹۶ حسن روحانی، رئیس‌جمهور ایران در یک همایش اقلیمی منطقه‌ای گفت «زمان دیوارکشی‌ها پایان یافته‌است.»
در ۱۹ اردیبهشت ۱۳۹۶ یک مقام وزارت خارجه ایران گفت که دولت وی از قبل در جریان این اقدام بوده و از آن استقبال می‌کند. او گفت این اقدام از ورود کالای قاچاق از ترکیه به ایران نیز جلوگیری می‌کند. ۲۵ اردیبهشت ۱۳۹۶ بهرام قاسمی، سخنگوی وزارت خارجه ایران در جریان نشست خبری در پاسخ به سؤالی پیرامون قصد ترکیه برای احداث دیوار در مرز مشترک با ایران گفت: «مقامات آنکارا ما را در جریان این ایده قرار داده‌اند و این دیوار در منطقه صفر مرزی نیست و در درون عمق خاک ترکیه است».«از هر اقدامی که بتواند به ثبات مرزهای دو کشور کمک کند، استقبال می‌کنیم و امیدواریم نهایتاً در یک چارچوب با هماهنگی بیشتر صحبت کنیم».